# Liste der Kulturdenkmäler in Härtlingen
In der Liste der Kulturdenkmäler in Härtlingen sind alle Kulturdenkmäler der rheinland-pfälzischen Ortsgemeinde Härtlingen aufgeführt. Grundlage ist die Denkmalliste des Landes Rheinland-Pfalz (Stand: 21. Dezember 2021).

## Einzeldenkmäler
| Bezeichnung    | Lage                       | Baujahr         | Beschreibung                                                                                                  | Bild            |
| -------------- | -------------------------- | --------------- | --- | --------------- |
| Hof Westert    | südöstlich des Ortes Lage  | 1568            | stattliches Hofhaus, bezeichnet 1568, Fachwerkobergeschoss bezeichnet 1572, seitlicher Anbau, bezeichnet 1657 | Fotos hochladen |
| Hof Witzelbach | südwestlich des Ortes Lage | 18. Jahrhundert | barocke Hofanlage, Fachwerk, 18. Jahrhundert                                                                  | Fotos hochladen |